# Pinball Illusions
Pinball Illusions – trzecia w kolejności (po Pinball Dreams i Pinball Fantasies) symulacja flippera stworzona przez Digital Illusions, a wydana w roku 1995 przez 21st Century Entertainment.
Gra została oparta na ulepszonym silniku, który oferuje takie możliwości jak rampy, strefy bonusowe, sekwencje combo, a także po raz pierwszy tryb multiball (kilka kulek na stole jednocześnie). Grafikę wykonano w pełnych 256 kolorach (w poprzednich wersjach były to 32 kolory).
Oryginalna wersja dla Amigi zawiera trzy stoły. Czwarty – The Vikings – ostatecznie został usunięty z finalnej wersji, ze względu na niezadowalający efekt przy możliwościach technicznych Amigi, natomiast został zawarty na płycie CD w wersji dla PC.

## Stoły
1. Law 'n' Justice
2. Babewatch
3. Extreme Sports
4. The Vikings

## Konwersje
Digital Illusions użyło motywów wszystkich czterech stołów z gry do produkcji True Pinball dla Sony Playstation, gdzie zostały zaprezentowane już w nowej odsłonie.